# Niamey
Niamey est la capitale du Niger. Elle s'étend sur les deux rives du fleuve Niger dans la partie occidentale du Niger méridional. Sa région est enclavée dans celle de Tillabéri. Avec 1 802 910 habitants en 2018, elle constitue la ville la plus peuplée de ce pays d'Afrique de l'Ouest. La Commune urbaine de Niamey (CUN) est une Commune à statut particulier avec titre de Ville divisée en cinq arrondissements communaux.  

## Histoire

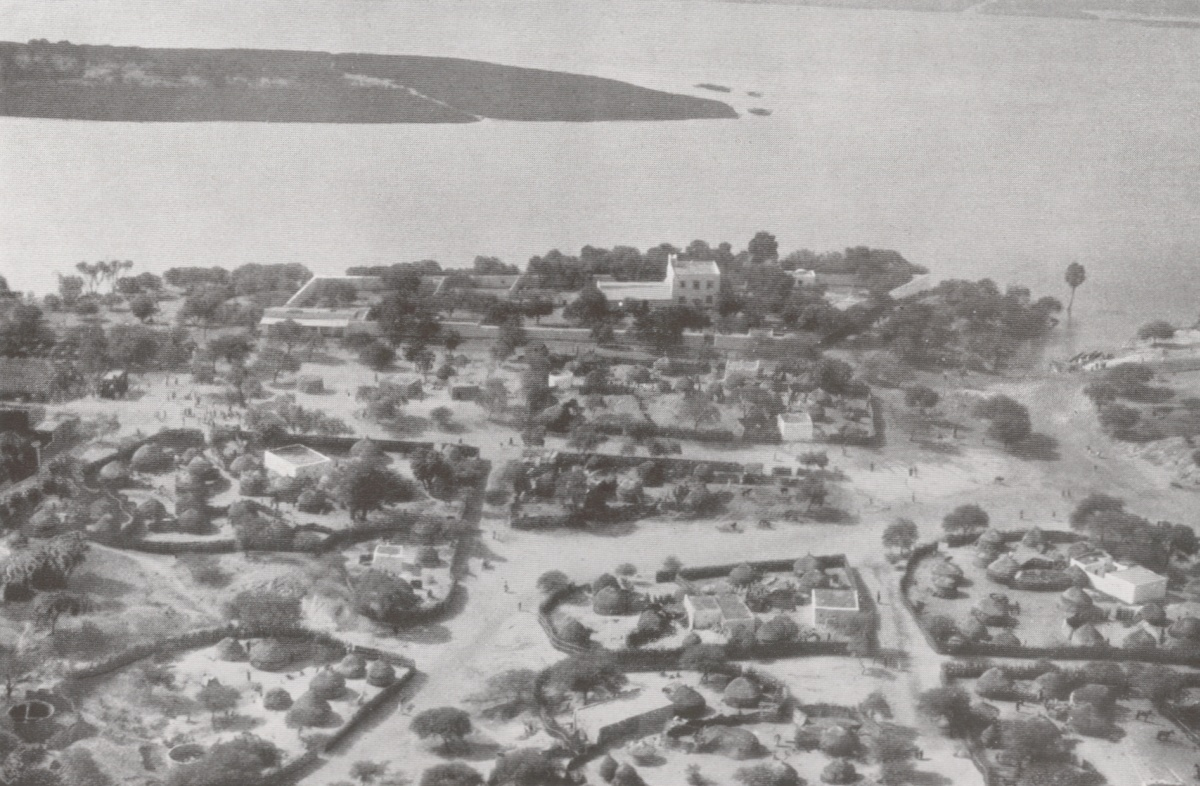
Niamey en 1930. La ville compte alors 3000 habitants.

### Création de la ville
La ville de Niamey s'est développée autour de l'an 1900 à un endroit où existaient les villages de Foulani Koira, Gaweye, Kalley, Maourey, Zongo, Gamkalé, et Saga. L'ethnie majoritaire dans la région était alors les Songhaï qui se sont mélangés au XVIIIe siècle avec les Kalle, un sous-groupe des Zarmas. Les explorateurs européens sont venus relativement tard dans cette région qui était à l'écart de toute route commerciale importante. Ainsi les explorateurs Heinrich Barth et Charles Monteil, qui ont voyagé dans d'autres parties du Niger, ne sont pas venus dans cette région. Ce n'est qu'en 1898 que le nom de Niamey apparaît dans les rapports de la mission Hourst, du nom de l'officier français Émile Auguste Léon Hourst qui dirigeait une expédition hydrographique.
Le quartier Maourey-Kouarategui est le centre historique de la ville de Niamey. La région de Niamey est habitée depuis très longtemps par des populations onvoltaïques[Quoi ?] comme les Gourmantchés. Cependant les fondateurs du village de Niamey seraient des Maouris, venus de Matankari vers la fin du XIXe siècle. Ils se seraient installés sur une île appelée Neni Goungou face au Niamey actuel, avant de venir s'implanter sur la rive gauche du Niger, dit-on à côté d'un arbre ce qui donnera plus tard le nom au village : Niame pour Nia, le nom de l'arbre et me en djerma qui signifie rivage où l'on puise de l'eau. Le village de Niamey est habité par environ 600 personnes en 1901 quand la mission Lenfant arrive. Avec l'arrivée et la domination française la ville se met à prospérer. Niamey est alors le chef-lieu du cercle de Djerma qui comprendra les régions comprises entre le fleuve et le Dallol Bosso. Niamey devient la capitale du Niger le 28 décembre 1926, remplaçant Zinder.
C'est à Niamey que s'est tenue la deuxième conférence intergouvernementale des États francophones, qui a abouti, le 20 mars 1970, à la création de l'Agence de coopération culturelle et technique (ACCT), devenue Organisation internationale de la francophonie.
C'est également régulièrement à Niamey que passait le Rallye Dakar de 1978 à 2008 avant qu'il ne soit déplacé en 2009 (voir : Rallye Dakar 2009) en Argentine et au Chili du fait des risques encourus par les participants.
Depuis juillet 2023, la junte militaire du Niger rebaptise les noms de rue, remontant à l’époque coloniale, à des noms de rue, plutôt locale[pas clair].

## Géographie

### Situation

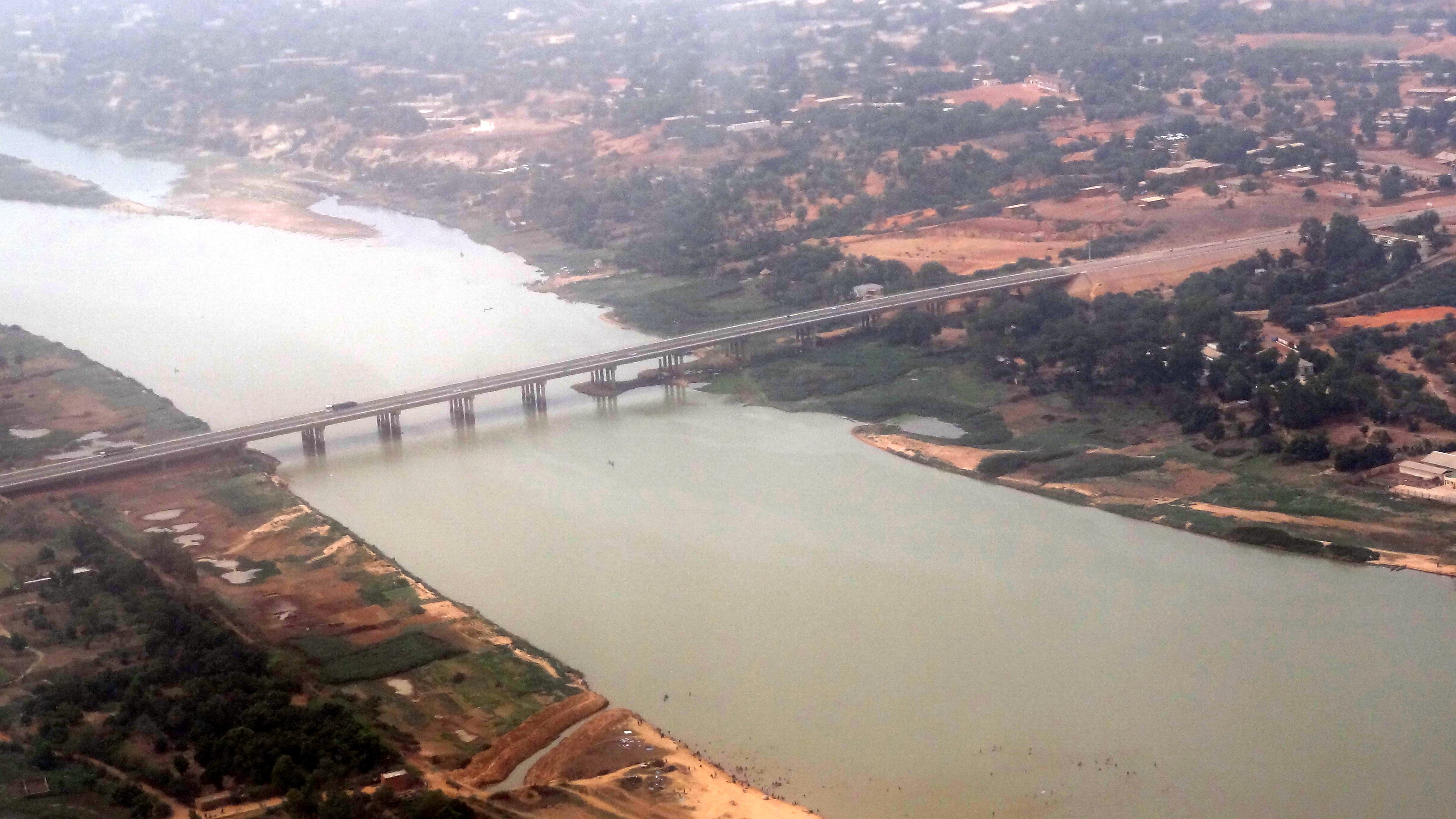
Pont de l'amitié.

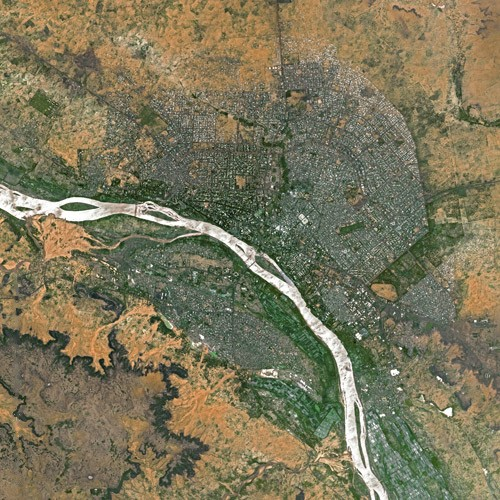
Niamey vu par le satellite SPOT.

La ville de Niamey est située entre 13°28 et 13°35 de latitude nord et 2°03 et 2°10 de longitude est, à 415 km à l'est-nord-est de Ouagadougou et à 782 km au nord de Porto Novo. D’une superficie de 240 km2, elle est construite sur un plateau surplombant la rive gauche du fleuve Niger et sur une plaine alluviale de sa rive droite, entre 180 et 240 m d’altitude.
Ce fleuve constitue la principale source d'eau potable de la ville bien que sa dégradation constante, provoquée par la désertification et la pollution de ses rives, pose de nombreux problèmes d'assainissement. Ainsi, en 2010, le président de la Fédération des coopératives maraîchères au Niger Idrissa Bagnou déplorait l’ensablement des rives et la contamination des sols, tandis que le président de Association de défense des droits des consommateurs déclarait que l'analyse de l'eau montrait la présence de salmonelles et de staphylocoques.

### Climat
Le climat est de type sahélien-semi-aride avec une pluviométrie variant de 500 à 750 mm par an. Pour combattre les fréquentes tempêtes de sable apportées par l'harmattan — un vent venant du nord — et la désertification qui s'ensuit, la municipalité a créé dans les années 1960 une ceinture d'arbres composée de margousiers de 2 500 ha (25 km de long, sur une bande de 1 km de large). Cependant, avec l'exode rural causant une urbanisation croissante et l'établissement de nouveaux bidonvilles, cette barrière ne cesse de se réduire.
- D'octobre à fin novembre, le temps est souvent très chaud, avec des températures minimales voisines de 23 / 24 °C et des maximales comprises entre 35 et 38 °C. On est alors à une période de transition, entre les vents de mousson de sud-ouest, chauds et humides (qui sont en nette régression, puis disparaissent totalement), et l'Harmattan, un vent de nord-est chaud, sec, et parfois poussiéreux qui s'impose de jour en jour.
- De fin novembre à fin février, c'est l'harmattan qui souffle. Il apporte une influence du désert, soit un air toujours très sec, d'assez grandes amplitudes thermiques entre le jour et la nuit, un fort ensoleillement, parfois gêné par une brume de poussières en suspension. Les températures sont nettement moins élevées en cette période : les minimales peuvent s'abaisser jusqu'à 14 - 15 °C, voire 12 °C très ponctuellement, surtout fin décembre et janvier, tandis que la journée, les maximales atteignent entre 28 et 33 °C. Cela en fait la période où il est le plus facile de s'acclimater, grâce aux températures modérées et au temps le plus souvent stable.
- De mars à mai, l'harmattan est en perte de vitesse, puis finit par tomber totalement. Coupée de l'influence du désert et de toute aération, la ville subit alors un temps caniculaire, avec des journées brûlantes (de 38 °C fin février jusqu'à 42 - 45 °C et même 43 °C en avril) et des nuits chaudes (en moyenne 30 à 32 °C). Les premières averses orageuses peuvent parfois tomber à la fin du mois de mai, ajoutant alors l'humidité à la chaleur, ce qui donne un ressenti extrêmement lourd.

La saison des pluies, qui s'étend de la fin mai à la fin septembre, est marquée par un flux de sud-ouest : la mousson. Il apporte au début de la saison des pluies des tempêtes de sable, dans lesquelles de nombreuses averses et des orages très violents se développent, avec un pic en août. Cette période correspond au passage du Front intertropical (FIT) au-dessus des pays sahéliens et subsahéliens. Malgré les températures beaucoup plus modérées (minimums à 21 °C, sous les pluies principalement, maximums à 32 à 34 °C), le ressenti est toujours lourd, en raison de la forte humidité ambiante.

#### Données météorologiques
| Mois                              | jan. | fév. | mars | avril | mai  | juin | jui.  | août  | sep. | oct. | nov. | déc. | année |
| --------------------------------- | ---- | ---- | ---- | ----- | ---- | ---- | ----- | ----- | ---- | ---- | ---- | ---- | ----- |
| Température minimale moyenne (°C) | 16,1 | 19   | 22,9 | 26,5  | 27,7 | 25,7 | 24,1  | 23,2  | 23,6 | 24,2 | 19,5 | 16,7 | 22,43 |
| Température maximale moyenne (°C) | 32,5 | 35,7 | 39,1 | 40,9  | 40,2 | 37,2 | 34    | 33    | 34,4 | 37,8 | 36,2 | 33,3 | 36,19 |
| Précipitations (mm)               | 0    | 0    | 3,9  | 5,7   | 34,7 | 68,8 | 154,3 | 170,8 | 92,2 | 9,7  | 0,7  | 0    | 540,8 |

| Diagramme climatique                                  |         |             |             |              |              |             |             |              |             |             |           |
| J                                                     | F       | M           | A           | M            | J            | J           | A           | S            | O           | N           | D         |
| 32,516,10                                             | 35,7190 | 39,122,93,9 | 40,926,55,7 | 40,227,734,7 | 37,225,768,8 | 3424,1154,3 | 3323,2170,8 | 34,423,692,2 | 37,824,29,7 | 36,219,50,7 | 33,316,70 |
| Moyennes : • Temp. maxi et mini °C • Précipitation mm |         |             |             |              |              |             |             |              |             |             |           |

## Toponymie
Sur l'origine et la signification du nom de Niamey, courent diverses légendes dont celle d'un chef de clan Kalle qui aurait dit à ses esclaves : Wa niammané (« prenez ce pays »).

## Démographie
Lors du dénombrement de la population réalisé en 1929, la localité de Niamey est la sixième de la Colonie du Niger avec 3 142 habitants.L'évolution démographique de la ville est relevée par l'Orstom et par l'Institut national de la statistique du Niger.
| 1901 | 1929  | 1952   | 1960   | 1972    |
| ---- | ----- | ------ | ------ | ------- |
| 600  | 3 142 | 12 000 | 34 000 | 108 000 |

| 1980    | 2005    | 2011      | 2018      | - |
| ------- | ------- | --------- | --------- | - |
| 250 000 | 750 000 | 1 303 000 | 1 802 910 | - |

Évolution démographique.

En 2018, la population est estimée à 1 802 910 habitants. Ces dernières années le taux d'accroissement annuel est de l'ordre de 4,8 %. Une partie de l'apport en population est constitué de classes défavorisées de la société dont la venue dans la ville de Niamey est motivée par des raisons économiques et politiques. Particulièrement en 2012, un afflux de mendiants (appelés talibés) a été constaté dans la ville[réf. souhaitée].

### Criminalité
Certains quartiers de la ville (Proches des marchés, tels Katako ou Boukoki), ou sur la rive droite du fleuve (Harobanda), connus pour leur forte criminalité, sont l'objet de vagues d'arrestations opérées par les forces de polices nigériennes. Ainsi, en 2010, plus de 600 personnes sont arrêtées en une seule journée dans le cadre de ces opérations. Plusieurs personnes affirment toutefois que, sous prétexte de lutte contre la délinquance, ce genre d'intervention a pour but de museler des opposants politiques. La criminalité n'est pas récente à Niamey et on peut la faire remonter aux années 1950 avec l'arrivée de bandes de jeunes délinquants en provenance des campagnes.
Aujourd'hui, de nouvelles formes de criminalité se déploient à Niamey et dans sa région. Le 7 janvier 2011, deux jeunes Français sont enlevés dans la ville par l'organisation Al-Qaida au Maghreb islamique (AQMI), provoquant une situation qui oblige les forces de sécurité nigériennes à accroître leur lutte contre le terrorisme. Cette version officielle de l'enlèvement a été mise en question depuis. Une autre - et plus probable - version dit que les deux Français ont été enlevés pour des raisons purement personnelles: une question de mariage contesté par un prétendant supplémentaire. En tout cas la voiture avec les personnes kidnappées a été poursuivie par des militaires français en hélicoptère et les deux jeunes hommes ont finalement trouvé la mort.

## Administration

### Liste des maires
Le Maire de Niamey ou Maire central, Président du conseil de ville de Niamey, Oumarou Moumouni Dogari du parti MODEN FA est élu par le collège de 45 élus municipaux, le 28 avril 2021 pour un mandat de cinq ans. Chacun des 5 arrondissements municipaux est administré par un maire d'arrondissement.

### Divisions administratives

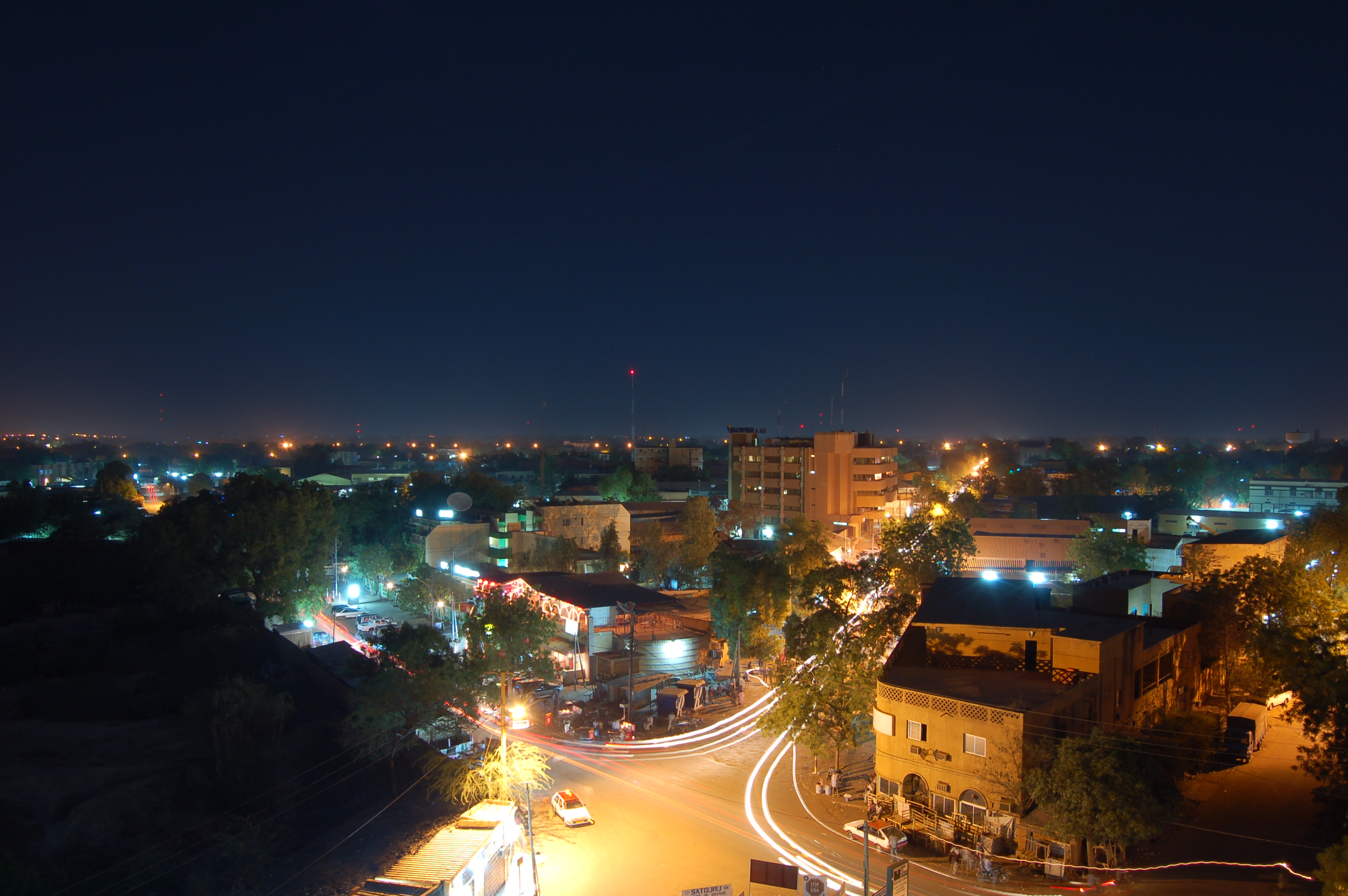
Centre de la capitale.

La ville de Niamey est divisée en deux par le fleuve Niger. La partie la plus importante de la ville se trouve sur la rive gauche, avec les quartiers Anikwara, Balafon, Banifandou I et II, Bassora, Banizoumbou, Boukoki I, II, III et IV, Cité-Caisse, Cité-Faysal, Dangawo, Kobantafa RFI, Daressalam, Deuxième-Arrondissement, Gamkale, Kalley-Est, Kalley-Sud, Kwarakano, Kwaratagui Foulan Koira, Gandatche, Kombo, Banizoumbou II, Lakouroussou, Francophonie, Lazaré, Liberté, Lossagoungou, Madina, Niamey-2000, Plateau I et II, Quartier Aéroport, Quartier Sonni, Quartier Zabarkane, Saga, Sixième, Talladje, Terminus, Tourakou, Wadata, Yantala-Haut, Yantala-Bas, Bobiel, Riyad, Recasement, Issa Beri, le village de Gourou-Beri – rattaché au quartier Maourey –, Dan Zama Koira, Zongo, Goudel, Koubia, Sonuci centre aéré BCEAO, cité député, Pays bas. Sur la rive droite, aussi appelée Harobanda se trouvent les quartiers de Gawèye, Gnalga Lamordé, Pont Kennedy, Kirkissoye, Karadjé et Banga Bana.
La ville de Niamey est subdivisée en cinq communes : les communes I, II, III, et IV se trouvent toutes sur la rive gauche du fleuve tandis que la commune V se trouve sur la rive droite. Après Assane Seydou, un nouveau administrateur délégué est nommé pour une durée de cinq ans.
Depuis le 28 avril 2023, Oumarou Dogari Moumouni est élu Maire-Président du conseil de ville de Niamey pour un mandat de 5 ans.
| Code INS | Arrondissements | Superficie (km²) | Population (urbaine 2012) | Population (rurale 2012) | Localités |
| -------- | --------------- | ---------------- | ------------------------- | ------------------------ | --------- |
| 89001    | Niamey I        | 132,4            | 196 495                   | 13 525                   | 31        |
| 89002    | Niamey II       | 54,27            | 245 368                   | 1 530                    | 25        |
| 89003    | Niamey III      | 103,5            | 159 567                   | 3 608                    | 18        |
| 89004    | Niamey IV       | 95,46            | 264 726                   | 9 758                    | 48        |
| 89005    | Niamey V        | 171,2            | 111 873                   | 20 398                   | 62        |

### Représentations étrangères
En 2024, quarante pays sont représentés à Niamey, par 24 ambassades, deux consulats généraux, 9 consulats
et deux représentations. Dans les faits, l'ambassade de France est fermée depuis le 2 janvier 2024.

## Éducation

### Enseignement supérieur

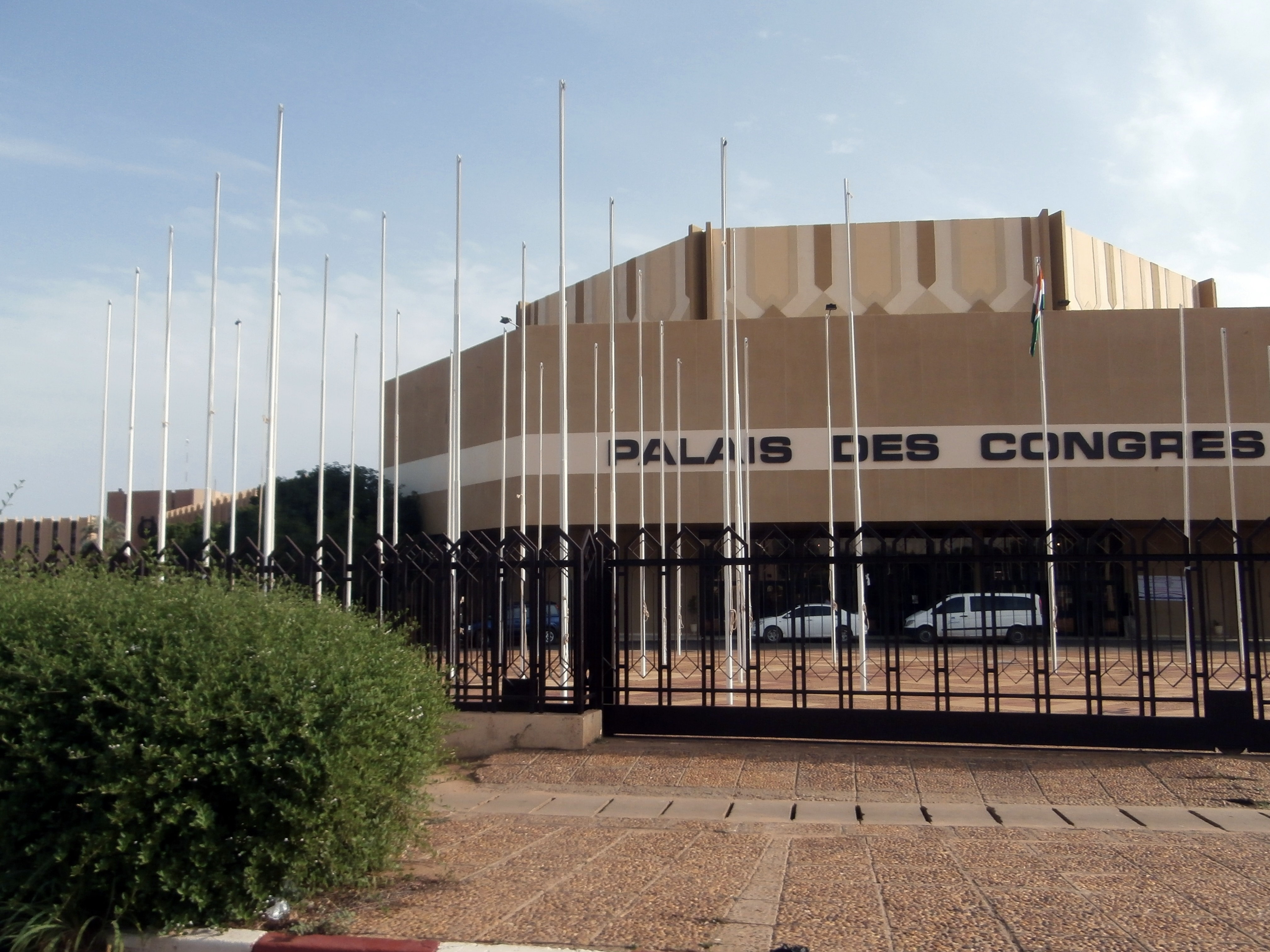
Palais des Congrès de Niamey.

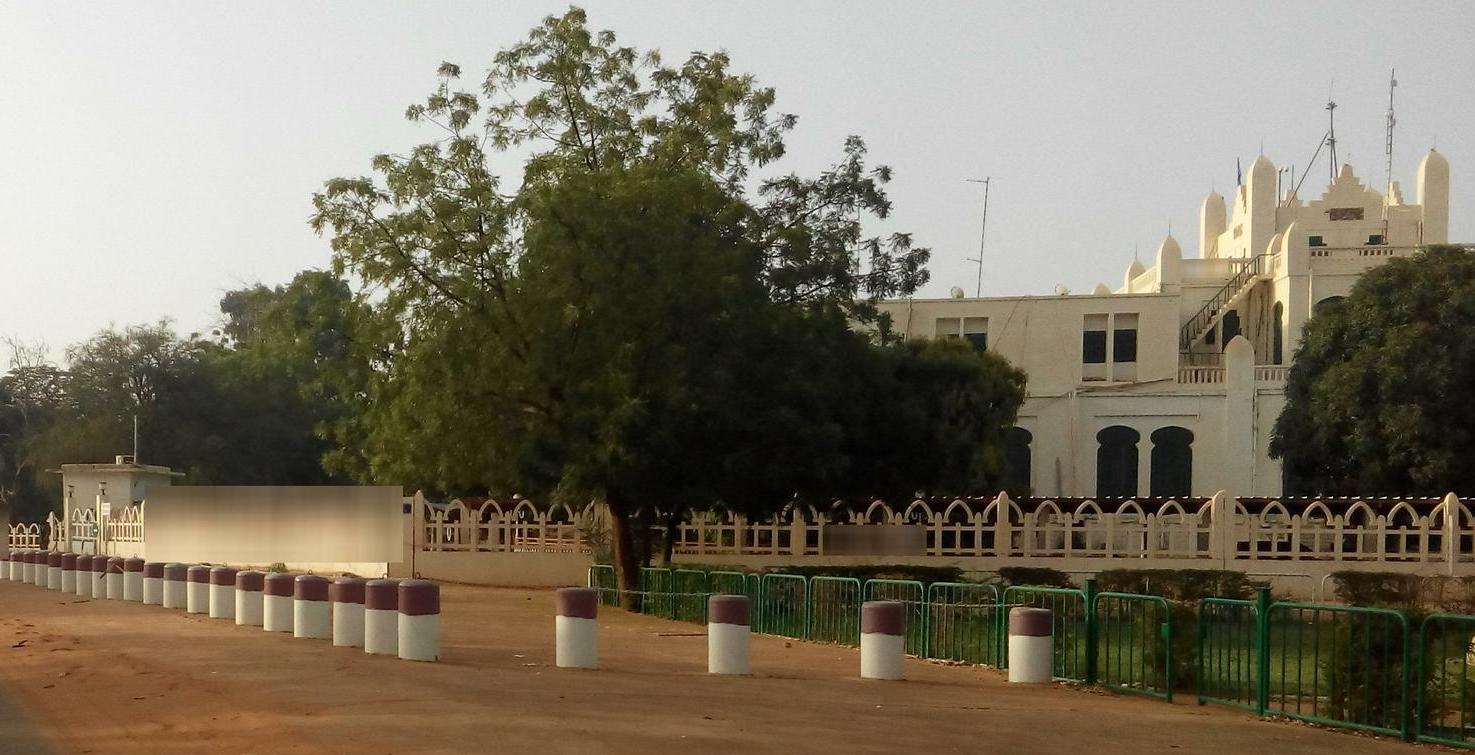
Ancien palais présidentiel

Niamey abrite de nombreux établissements d'enseignement supérieur, dont : l'université Abdou-Moumouni, l'École des mines, de l'industrie et de la géologie (EMIG), l'École africaine de la météorologie et de l'aviation civile (EAMAC), l'École Supérieure des Sciences de la Communication et des Médias (ESSCOM), l'École Supérieure de Télécommunications (EST), l’École nationale d'administration et de magistrature (ENAM), le centre régional agro-hydrométrique (AGRHYMET), l'African Center of Meteorological Application for Development (ACMAD), l'African Development University et l'International Crops Research Institute for the Semi-Arid Tropics (ICRISAT).

## Cultes
Parmi les lieux de culte, il y a principalement des mosquées musulmanes. Il y a aussi des églises et des temples chrétiens : Archidiocèse de Niamey (Église catholique), Assemblées de Dieu. La Grande Mosquée de Niamey en fonction depuis 1989, est située dans le quartier Abidjan de l’arrondissement de Niamey III, à l’intersection du boulevard Mali Béro et de l’avenue de l’Islam. 
La Cathédrale Notre-Dame-du-Perpétuel-Secours de Niamey est le siège de l'Archidiocèse catholique, érigé en diocèse en 1961, archidiocèse en 2007. L'Église catholique compte dix paroisses dans la ville de Niamey : Cathédrale, Saint Paul, Saint Jean, Saint Gabriel, Saint Michel, Sainte Monique, Foyer Berlier des Etudiants, Saint Joseph, Sainte Thérèse de l'Enfant-Jésus, Saint Augustin.

## Économie

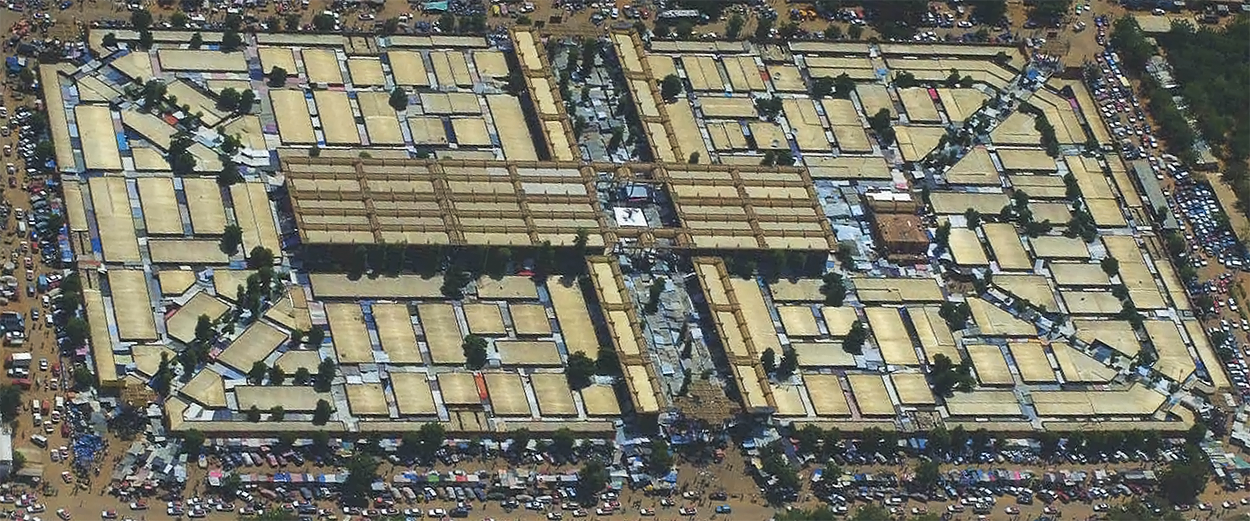
Grand marché de Niamey.

Niamey abrite la plupart des industries du pays. C’est également, avec Maradi, le principal pôle commercial du Niger.
Située à l’extrémité sud-ouest du pays, la ville est au centre d'une intense activité agricole incluant la culture du mil. Mais la production locale a été sévèrement touchée par l'épisode de famine de 2005, provoquée par la sècheresse et une invasion de criquets pèlerins.

## Transports

Moyens de transport.
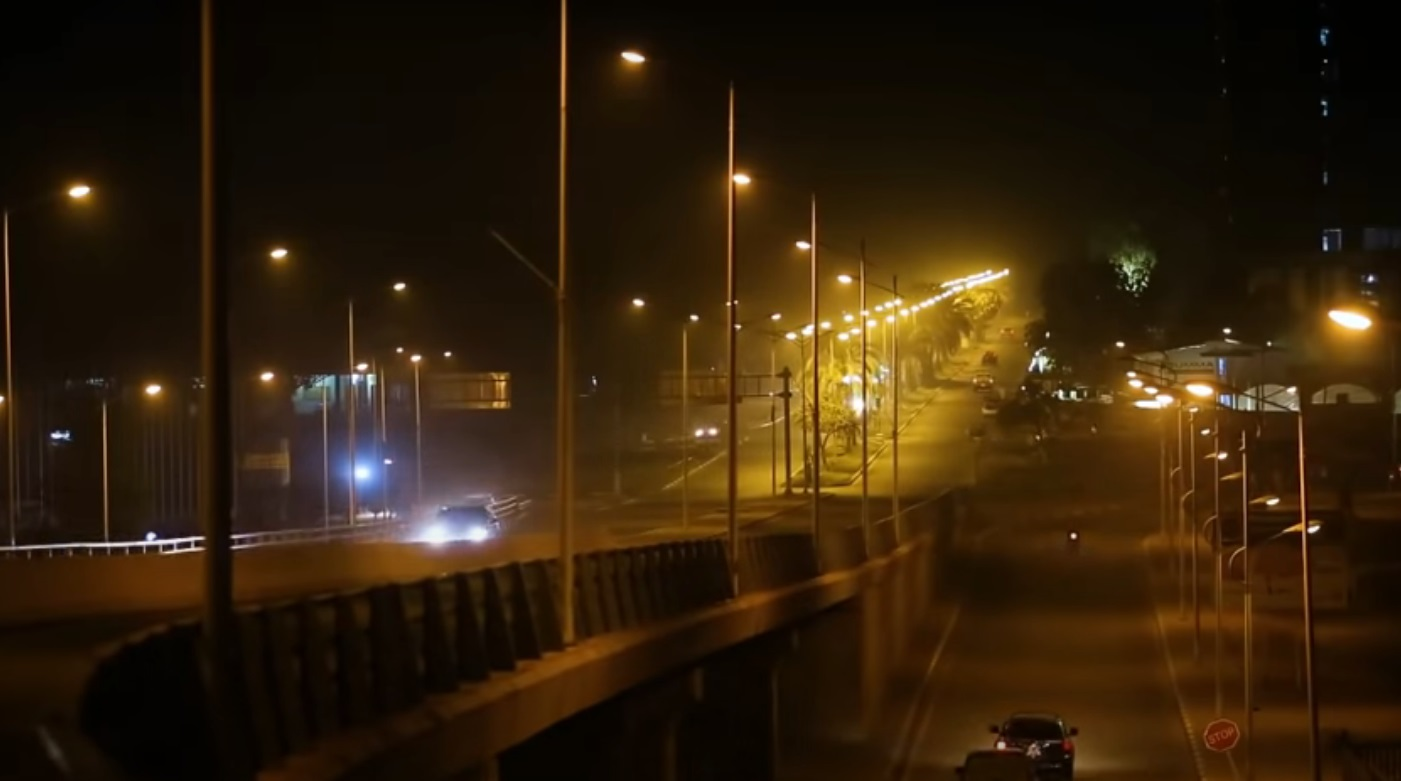
Échangeur à Niamey la nuit.
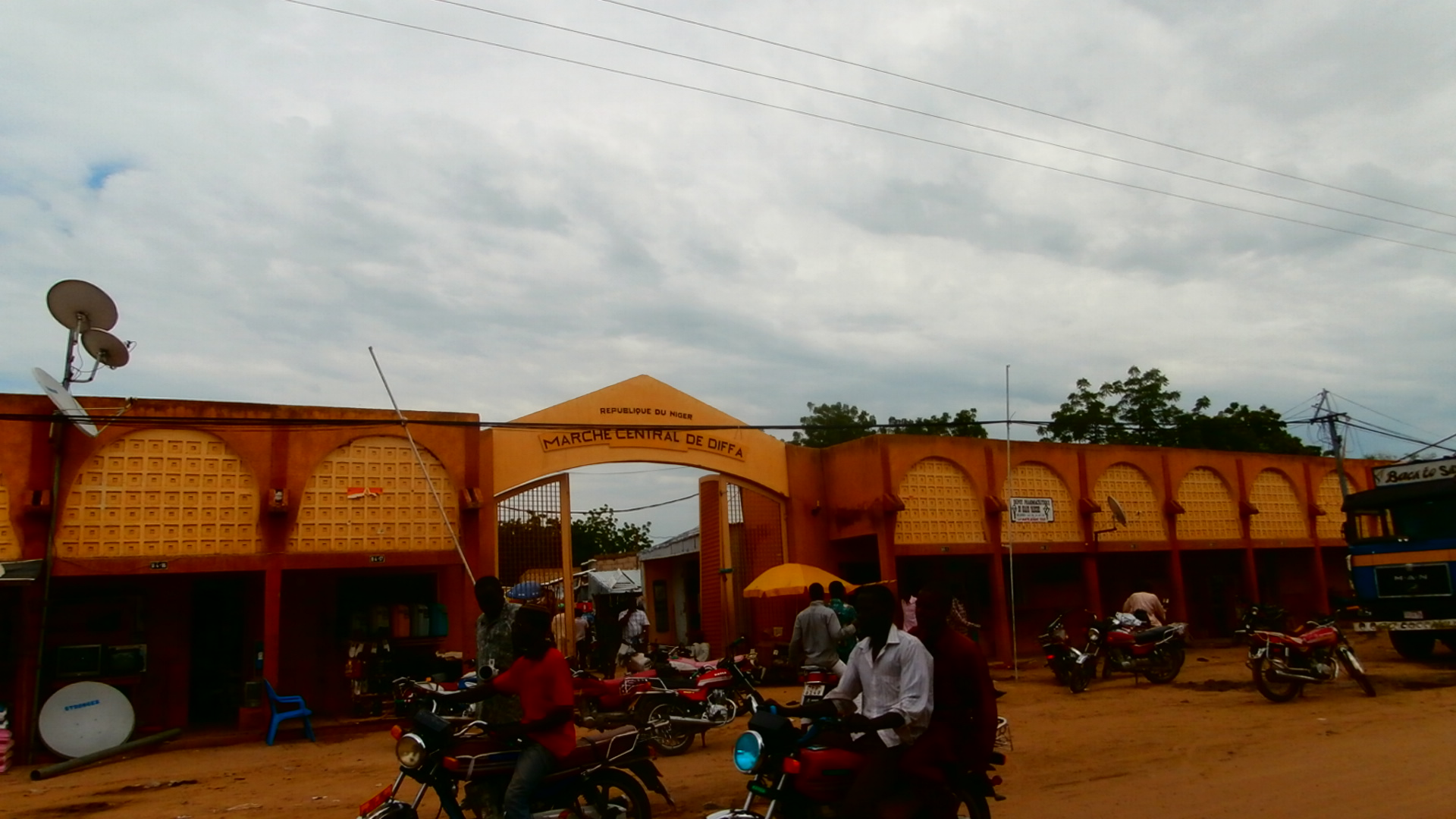
Taxi-moto devant le marché de Diffa.
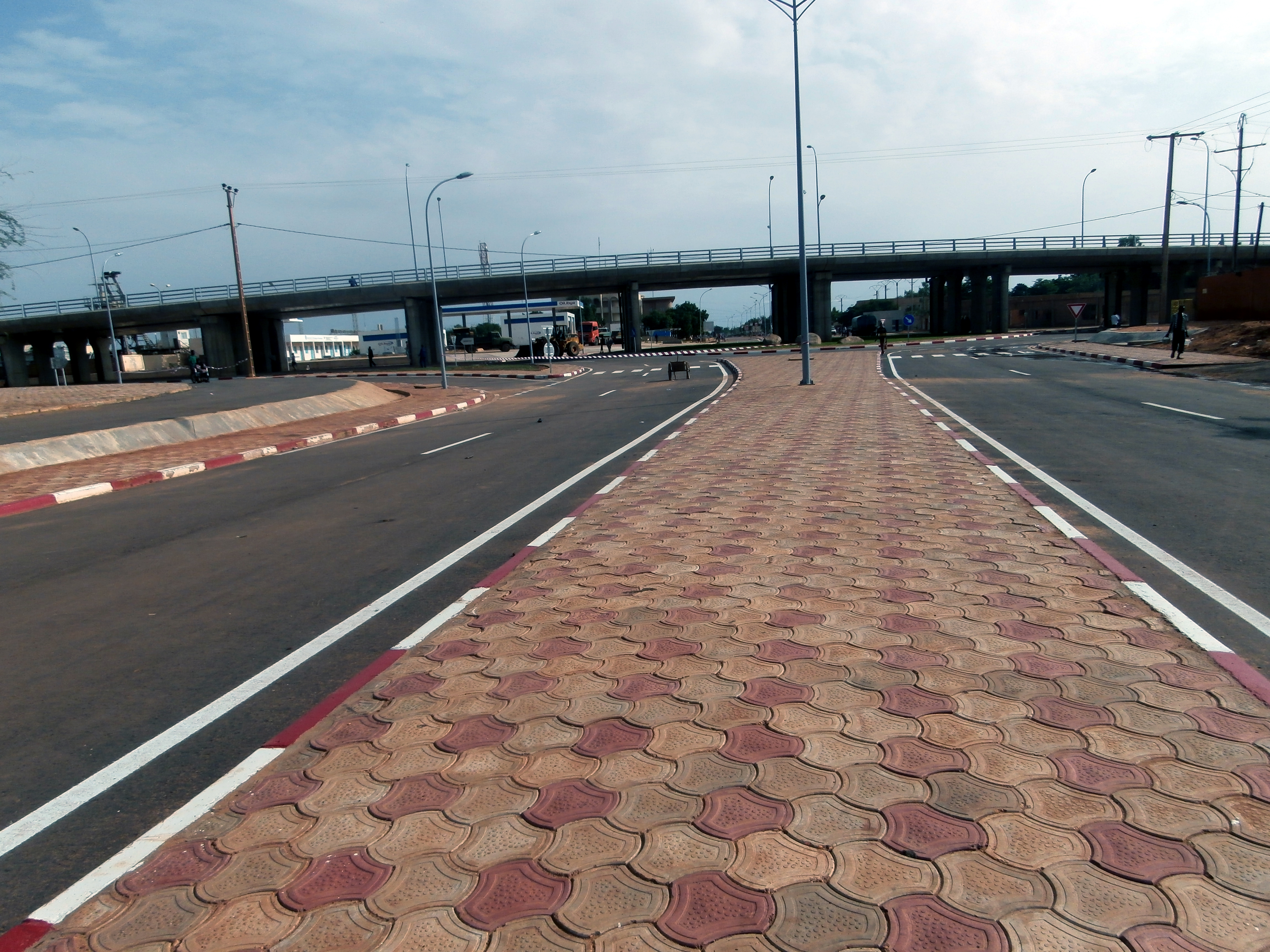
Échangeur Niamey 1.
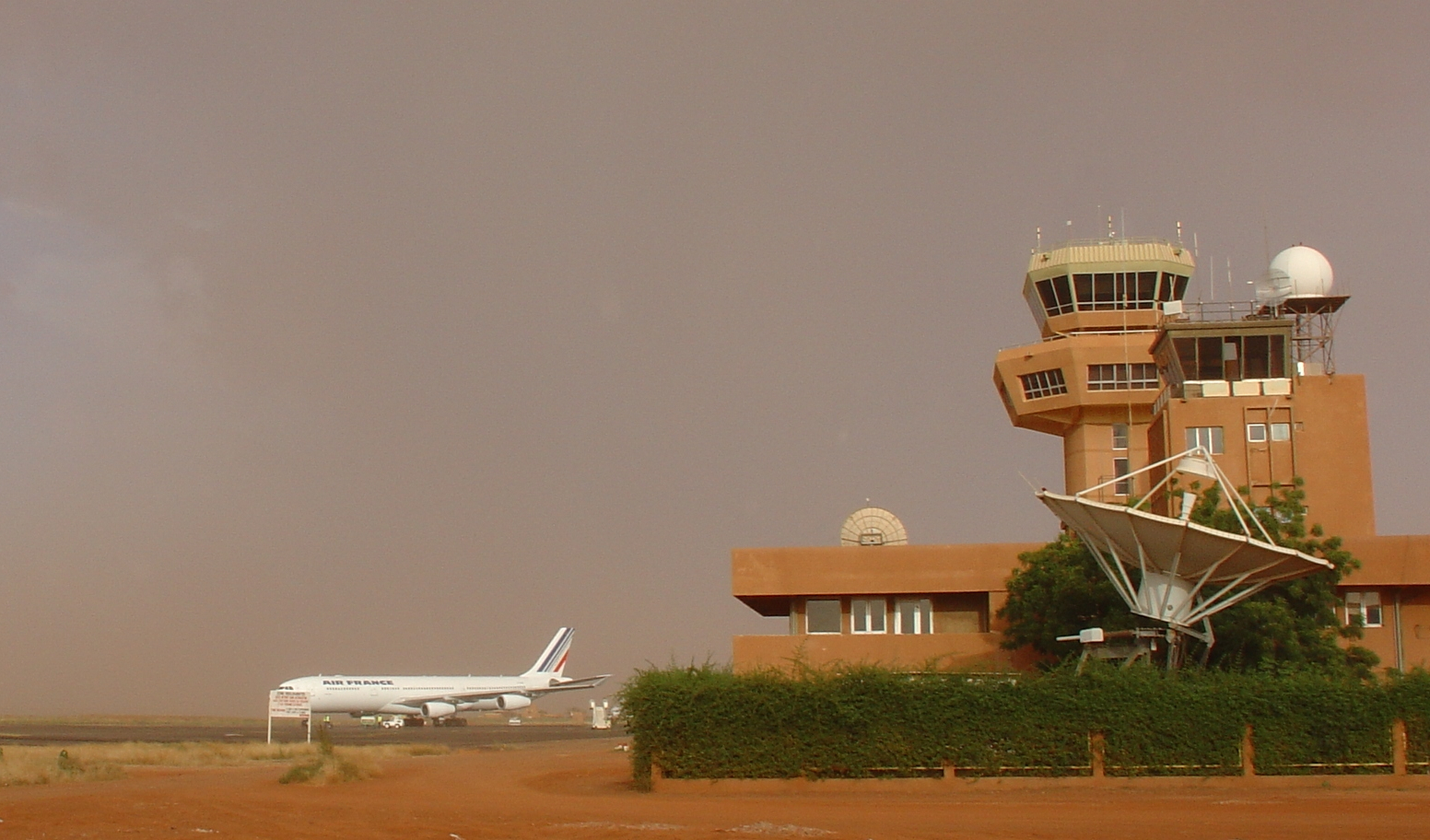
Aéroport international Diori Hamani.

Route trans-sahélienne Dakar (Sénégal) - N'Djamena (Tchad)  passe par Niamey. La ville est reliée par le transport aérien avec l'aéroport international Diori Hamani. Il est situé à 12 km au sud-est de la ville et a été baptisé du nom du premier président de la République du Niger, Hamani Diori. Cet aéroport est actuellement en rénovation. Cependant la ville manque d'infrastructures pour permettre le développement de réseaux de transports efficaces et modernes. Il n'y a actuellement aucun métro et train traversant la ville. Une gare a été construite par la France pendant l'époque coloniale. Une fois l'indépendance acquise, le projet fut abandonné. À ce jour[Quand ?] la gare est devenue un restaurant français : Le Terminus.
La construction de la gare de Niamey a débuté en 2014. Niamey est relié à Dosso.

## Culture et patrimoine

### Musée

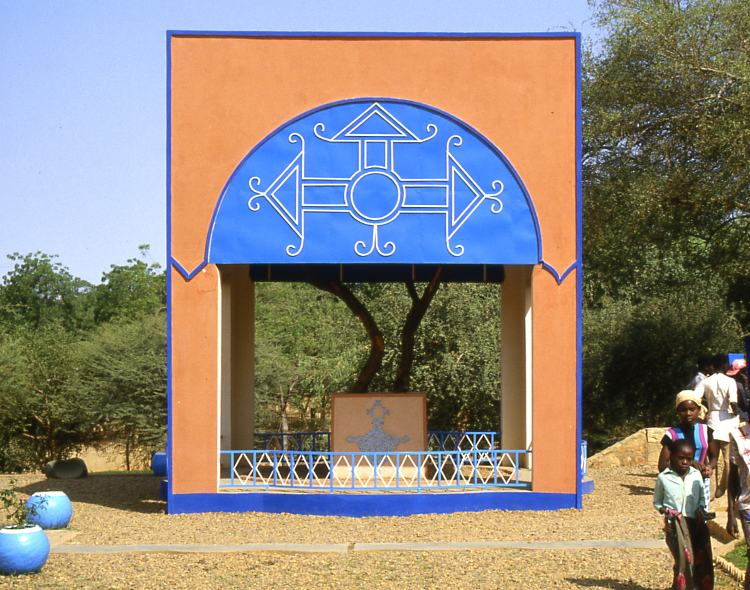
Arbre du Ténéré, Musée national Boubou-Hama.

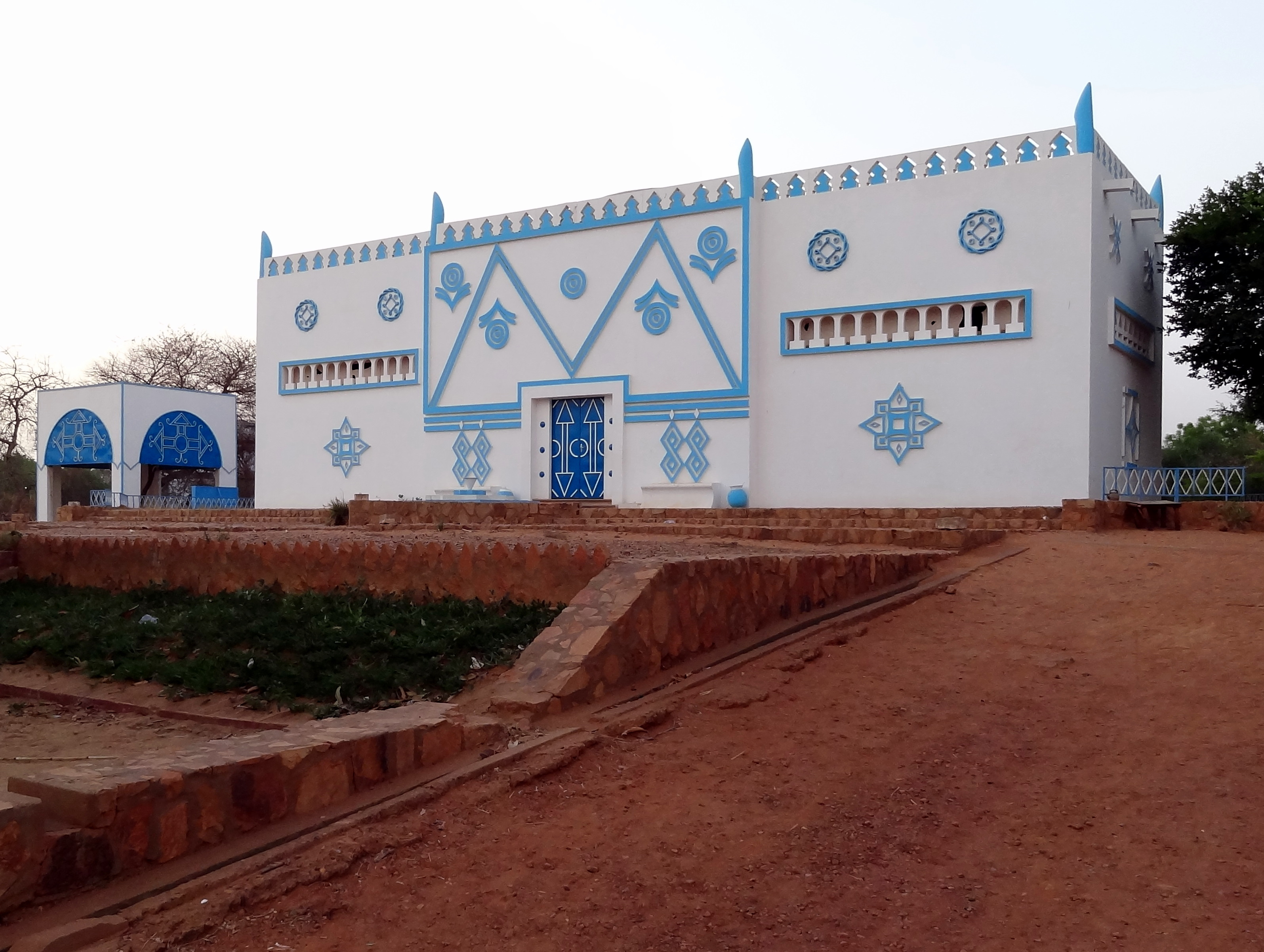
Musée national Boubou-Hama.

Niamey abrite le Musée national Boubou-Hama, créé le 18 décembre 1959. Celui-ci abrite quantité de collections liées à la culture du pays et reconstitue l'habitat de nombreuses ethnies locales : djerma, peul, touareg et haoussa. On y trouve aussi des collections archéologiques, ethnographiques, paléontologiques ou minéralographiques. L'établissement est doté depuis 1990 du statut d'établissement public administratif.
On note aussi l’existence d'un village artisanal dans le quartier Wadata où bon nombre de produits culturels sont fabriqués par des artisans.

### Architecture et urbanisme
La ville compte certains bâtiments d'intérêt architectural, comme le Palais des Congrès de Niamey, l'ancien palais présidentiel, le Centre international de conférence Mahatma Gandhi, l’hôtel Radisson Blu, Bravia Hotel et le ministère des Finances.

### Évènements et manifestations
La ville a accueilli en décembre 2005 les cinquièmes Jeux de la Francophonie. De plus, sous la présidence de Mouammar Kadhafi, le Niger accueille en 2009 les premiers jeux de la CEN-SAD, regroupant de nombreux pays sahélo-sahariens autour de compétitions sportives.
Le Festival international de la mode africaine, qui a lieu tous les deux ans, se tient régulièrement à Niamey. Il a pour but de faire se rencontrer les cinq continents en terre africaine et de favoriser la construction de passerelles pour permettre l'expression des talents. Sa dernière édition a eu lieu à Niamey en 2013.

## Personnalités liées à Niamey
Plusieurs personnalités nigériennes ont vu le jour à Niamey. Il s'agit de personnalités politiques, comme Amadou Cissé, né en 1948, ancien Premier ministre du Niger, Ibrahim Hassane Mayaki, né en 1951, également ancien Premier ministre, Hadiza Moussa Gros présidente de la Haute Cour de Justice, ou encore Aïchatou Maïnassara, née en 1971. Plusieurs personnes issues de divers milieux culturels sont aussi originaires de cette ville : l'écrivain Alfred Dogbé (de) (1962–2012), l'acteur et réalisateur Oumarou Ganda (1935–1981), le linguiste et anthropologue Salamatou Sow (née en 1963) ou encore la journaliste et romancière Hélène Kaziendé (née en 1967). Les deux sœurs jumelles Hassana Alidou et Ousseina Alidou sont des linguistes, également diplomate pour la première et sociologue pour la seconde. En sport, les footballeurs Ismaël Alassane, né en 1984, et Ouwo Moussa Maazou, né en 1988, en sont également natifs. L'homme politique et ambassadeur Elhadji Abdou-Saleye y est décédé en 2006. Le cinéaste Jean Rouch y est enterré. L'ancienne ministre du tourisme et de l'artisanat Sani Morou Fatouma y a créé une galerie d'art qui est devenue une entreprise du secteur de l'événementiel.Le chanteur Daniel Balavoine y a également séjourné pendant une halte à l'hôtel Gaweye du 12 au 14 janvier 1986 juste avant son tragique décès durant le Rallye Dakar 1986,,.[pertinence contestée]

#### Ouvrages
- Suzanne Bernus, Niamey : population et habitat. Documents d'enquêtes, Niamey, IFAN/CNRS, 1965 ;
- Moussa Kassey Seybou, La politique de planification urbaine au Niger : le cas de Niamey, Louvain-la-Neuve, Academia et L'Harmattan, coll. « Cahiers du Cidep », 1995, 91 p. (ISBN 2-87209-383-4 et 2-7384-3269-7).
- Alain Marie (éd.) et Robert Vuarin, L'Afrique des individus : itinéraires citadins dans l'Afrique contemporaine (Abidjan, Bamako, Dakar, Niamey), Paris, Karthala, coll. « Hommes et sociétés », 1997, 438 p. (ISBN 2-86537-758-X) ;
- Nolwenn Barbier-Alassane et Mohamed Alassane, Niamey, le monde des petits métiers, Vannes, Un livre, des livres, 2003, 93 p. (ISBN 2-9520208-0-9) ;
- Ismaël Aboubacar Yenikoye, L'Université Abdou Moumouni de Niamey : organisation et aspects qualitatifs de l'enseignement supérieur au Niger, Paris, L'Harmattan, 2007, 250 p. (ISBN 978-2-296-03791-5, lire en ligne) ;
- Arouna Hamidou Sidikou et Abdou Bontianti, Gestion des déchets à Niamey, Paris, L'Harmattan, 2008, 119 p. (ISBN 978-2-296-06483-6, lire en ligne) ;

#### Articles
- Gilbert Laval, « Enquête sur les 'tabliers' de Niamey : dépérissement et reconquête d'une ville », Cahiers d'études africaines, vol. 21, nos 81-83,‎ 1981, p. 211-220 (lire en ligne) ;
- Patrick Gilliard et Laurent Pedenon, « Rues de Niamey, espace et territoires de la mendicité », Politique africaine, no 63,‎ octobre 1996, p. 51-60 (lire en ligne) ;
- Younoussa Seybou et Haro Wada, Étude sur l'approfondissement du diagnostic et l'analyse des systèmes de production agro-sylvopastoraux dans le cadre de la mise en œuvre de la stratégie de développement rural. Région de la Communauté urbaine de Niamey, octobre 2004, 47 p. (lire en ligne).
- Kokou Henri Motcho, « La réforme de la Communauté urbaine de Niamey », Centro Città del Terzo Mondo - Working Papers, Politecnico di Torino, no 16,‎ 2006 (lire en ligne), 19 p. ;
- Cherif Ouazani, « Et au milieu coule le fleuve Niger », Jeune Afrique,‎ 18 avril 2011 (lire en ligne) ;

### Filmographie
- Boukoki, film documentaire de Jean Rouch, 1973, 8 min (DVD CNRS Images)
- Pam Kuso Kar : briser les porteries de Pam, film documentaire de Jean Rouch, 1974, 13 min (DVD CNRS Images)
- Niamey, et le travail comment ça va ?, film documentaire de Jérémie Reichenbach, Hibou Production, Paris, 2006, 25 min (DVD)
- Vendredi noir, film de Djingareye Maiga, Niger, 1999, 90 min, 16 mm[37],[38].